# Китагава Утамаро
Китагава Утамаро (на японски: 喜多川 歌麿) е японски гравьор и художник, смятан за един от най-значимите автори на ксилографии укийо-е. Той е роден около 1753 година. Известен е най-вече с майсторските си етюди с жени, известни като биджинга. Той е автор и на илюстрирани книги за насекомите. Умира през 1806 година.